# Kinder, Küche, Kirche
A Kinder, Küche, Kirche, magyarul gyermek, konyha, egyház (más néven a három K) német nyelvű alliteráció és kifejezés, amely a nők társadalmi szerepét írja le a konzervatív értékrend szerint: eszerint a nőnek az utódok neveléséről, a házimunkáról, valamint az egyház által előírt erkölcsi elvek tanításáról és betartásáról kellett gondoskodnia és átadnia a következő generációnak.
Sylvia Paletschek szerint a kifejezés a 20. századfordulón jelent meg szórványosan, de a német nyelvterületen csak az 1970-es években terjedt el állandó szóhasználattá; az angol-amerikai szférában már évtizedekkel korábban ismertté vált.
Adolf Hitler hatalomra jutása után maga is támogatta ezt a gondolatot, különösen a Kinder és a Küche vonatkozásában. 1934 szeptemberében a nemzetiszocialista nők szervezetének kongresszusán mondott beszédében kifejtette: a német nő világa a férje, a családja, és az otthona. Törvényt fogadtatott el a házasság támogatásáról, mely szerint házasságra lépő párok 1000 márka kölcsönt kapnak, és minden gyermek után 250 márkával csökken a visszafizetendő összeg. A négy vagy több gyermeket szülő nőket külön ki is tüntették.
A kifejezés mögött álló értékrend történetét külön kell vizsgálni. A nőmozgalom által kiváltott viták és publikációk hatására a második világháború után fokozatosan felhagytak ezzel az értékfogalommal.
A háború utáni művelt polgári házasságokban a nők szerepét gyakran a három K-vel határozták meg: "gyerek, konyha, kamarazene." Ha a 2000-es évek után a három K-ről beszélünk, akkor gyakran a gyereket, a konyhát és a karriert értjük ez alatt.
Dario Fo és Franca Rame színdarabjának címe: "Nur Kinder, Küche, Kirche." (Eredeti cím: Tutta casa, letto e chiesa) Renate Hafner német fordításában.

## Megjelenése a popkultúrában
Az Utódlás (Succession) című sorozat negyedik évadánal kilencedik részében hangzik el a mondat.

## Fordítás
- Ez a szócikk részben vagy egészben  a   Kinder, Küche, Kirche című német Wikipédia-szócikk ezen változatának fordításán alapul.  Az eredeti cikk szerkesztőit annak laptörténete sorolja fel. Ez a jelzés csupán a megfogalmazás eredetét és a szerzői jogokat jelzi, nem szolgál a cikkben szereplő információk forrásmegjelöléseként.